# 居守
居守（1528年—？），字子約，號省心，浙江杭州府海寧縣人，軍籍，明朝政治人物。

## 生平
嘉靖三十七年（1558年）戊午科浙江鄉試第三十三名舉人。嘉靖四十四年（1565年）中式乙丑科會試第二百四十三名，三甲第一百七十名進士。兵部观政，本年八月授弋阳知县，四十五年闰十月调贵溪县，隆慶二年（1568年）六月升大名府同知，丁忧。五年三月復除苏州府，万历四年（1576年）二月升南刑部郎中，八年十月升撫州知府，十三年五月升陕西苑马寺少卿，十四年正月以知府调簡，十七年二月调常德知府。

## 家族
曾祖居敬；祖父居章；父居賢，贈南刑部郎中；母朱氏，贈宜人。兄居官、居室、弟居憲（廪生）。